# Podsedice
Podsedice (deutsch Podseditz) ist eine Gemeinde in Tschechien.

## Geographie
Der Ort liegt am Podsedický potok 3 km westlich von Třebenice an der Staatsstraße 15 im Böhmischen Mittelgebirge. Durch das Dorf in 282 m ü. M. führt die Eisenbahnstrecke Most – Lovosice (früher Brüx-Lobositzer Verbindungsbahn).

## Geschichte
Erstmals wurde der Ort 1280 als Podsudice urkundlich erwähnt. Im 16. Jahrhundert erfolgte eine Teilung des Ortes, der ursprünglich eine eigene Herrschaft bildete, in einen Teplitzer und Skalkener Anteil. Der Teplitzer Teil gelangte 1512 in den Besitz der Waldsteiner und wurde 1522 an Wolf Kaplirz zu Sulewicz auf Skalken verpfändet. Zu Beginn des 17. Jahrhunderts erfolgte eine weitere Teilung des Dorfes, und auch das Domdekanat Leitmeritz erhielt einen Anteil. 1616 erwarb Elisabeth Berka von Dubá die wüste Burg Woltarik sowie die Dörfer Podseditz und Wchinitz. 1634 erbte ihr Neffe Jan Vejkart von Vřesovice den Besitz, ihm folgte Franz Ulrich Kolowrat auf Liebstein.
Neben der Landwirtschaft arbeiteten die Einwohner früher im Bergbau auf böhmischen Granat. 1775 gründete Graf Carl Friedrich Hatzfeldt zu Gleichen an einer Granatmine die Siedlung Neugründel, die zu Podseditz gehörte und nach dem Zweiten Weltkrieg aufgelassen wurde.
Westlich von Podsedice erfolgt der Abbau einer Pyropkieslagerstätte zur Gewinnung von Granat. Dabei handelt es sich um die einzige noch betriebene Granatabbaustätte Böhmens. Weithin sichtbar ist der Gesteinsabbau auf dem 470 m hohen Vršetín zwischen Obřice und Teplá, der fast den gesamten Berggipfel erfasst hat. Der dort gewonnene Schotter findet vor allem im Straßenbau Verwendung.
Im Zentrum des Dorfes steht eine Kapelle aus dem 18. Jahrhundert.

## Gemeindegliederung
Die Gemeinde Podsedice besteht aus den Ortsteilen Děkovka (Diakowa), Chrášťany (Chraschtian), Obřice (Wobritz), Pnětluky (Netluk) und Podsedice (Podseditz), die zugleich auch Katastralbezirke bilden. Auf dem Gemeindegebiet liegt die Wüstung Doly (Neugründel).
Pnětluky (Netluk), 1376 erstmals erwähnt, wechselte häufig die Besitzer. Nachdem es zunächst die Cappleri de Sulewicz, die Wresowitz und Sebottendorf besessen hatten, wurde 1620 Wenzel Koelbel von Geising als Besitzer von Pnětluky durch die Krone wegen seiner Beteiligung am Aufstand der böhmischen Stände gegen Ferdinand II. enteignet. Die Krone verkaufte Pnětluky 1623 an den kaiserlichen Oberstleutnant Franz Freiherr von Couriers († 1638). Als Eigentümer folgten die böhmischen Schönfeld und die Wratislaw von Mitrowitz, die in der ersten Hälfte des 18. Jahrhunderts das Barockschloss errichteten.
1773 von der Herrschaft Schönwald (Krásný Les) abgetrennt, erwarb Pnětluky (Netluk) der Freiherr Kotz von Dobrz, welcher es 1802 an den Prager Kaufmann Anton Siegel veräußerte. In den 1830er Jahren gelangten Schloss, Park und Gut in den Besitz von Johann Nepomuk Freiherr Mladota von Solopisk (1813–1853) und dessen Ehefrau Bertha geborene von Levetzow (1808–1884), die im benachbarte Gut Trziblitz (Třebívlice) in enger Verbindung mit ihrer Schwester Ulrike von Levetzow (1804–1899) stand, Goethes letzter Liebe (Marienbader Elegie). Nach dem Tod der Freifrau erbte Pnětluky 1884 ihr Neffe, der in Potsdam gebürtige k.u.k. Major Franz Baron von Rauch (1828–1911). Letzte Besitzerin von Pnětluky aus der Familie Rauch war Louise Baronesse von Rauch (1860–1943).
Ab 1945 lebten Mitarbeiter des nunmehrigen Staatsgutes im Schloss.